# العلاقات السعودية المنغولية
العلاقات السعودية المنغولية يقصد بها العلاقة التي تجمع المملكة العربية السعودية بمنغوليا.

## تاريخ العلاقة
في يوم الإثنين 12 فبراير 2007، وقع سفير السعودية لدى جمهورية الصين الشعبية صالح بن عبد العزيز الحجيلان وسفير منغوليا لدى الصين قالسن باتسخ في بكين في مقر السفارة المنغولية ببكين بروتوكول إقامة العلاقات الثنائية والتمثيل الدبلوماسي بين البلدين. ويعتبر سفير السعودية المعتمد لدى جمهورية الصين الشعبية سفيرًا غير مقيم لدى منغوليا.